# Бъняса
Бъняса (на румънски: Băneasa, историческо име: Parachioi, на турски: Paraköy) е общински град в окръг Кюстенджа, Румъния.

## География
Бъняса се намира на 88 м.н.р., като отстои на 25 км южно от Дунав и на 5 км северно от границата между Румъния и България. Разстоянието между Бъняса и разположения в източна посока окръжен център Кюстенджа възлиза на 93 км, а до държавната столица Букурещ – 162 км в северозападна посока. Същото име Бъняса носи и столичен квартал, получил го от едноименната гора, намираща се северно от Букурещ.

## История
Първи исторически данни за селищното образувание се появяват около 1750 г., като първоначално селището е бил място за среща на търговци, пресичащи Добруджа и Дунав. Оттам произлиза и турското име Паракьой („парично село“). През 1850 то е сертифицирано като село с юридически статут, а между 1850 и 1869 се сдобива с църква и румънско училище. През 2004 г. Бъняса, окръг Констанца, е обявен за град с прилежащи села Негурени (основано около 1780 в местността „Трите чешми“) и Фъурей (възникнало около 1800).

## Администрация
Днес освен Бъняса, следните села също се администрират от градската община:
- Негурени (историческо име: Caranlâc, на турски: Karanlık);
- Фъурей (историческо име: Calaicea, на турски: Kalaycı);
- Тудор Владимиреску (историческо име: Regep Cuius, на турски: Recepkuyusu), именувано на Тудор Владимиреску, влашки революционер;

Бившото село Кърпиниш (на румънски: Cărpiniș, историческо име: Ghiuvegea) е включено в очертанията на Бъняса с административната реформа през 1968.
През 1977 година Бъняса е обединена със село Валя Цапулуй (на румънски: Valea Țapului, историческо име: на турски: Teke Deresi), разположено на 43°58′39.43″ с. ш. 27°43′34.94″ и. д. / 43.977622° с. ш. 27.726374° и. д.43.977622, 27.726374.

## Демографски данни
Според преброяване от 2002 г. в Банеаса живеят 4374 румънци, 963 турци, 14 цигани и 2 други, със следната структура:
| Националност | Брой | Дял    |
| ------------ | ---- | ------ |
| румънци      | 4374 | 81,7%  |
| турци        | 963  | 18,0%  |
| роми         | 14   | 0,3%   |
| немци        | 1    | < 0,1% |
| гърци        | 1    | < 0,1% |

Езиковата структура сочи:
| Език     | Брой | Дял    |
| -------- | ---- | ------ |
| румънски | 4442 | 83,0%  |
| турски   | 909  | 17,0%  |
| немски   | 1    | < 0,1% |
| гръцки   | 1    | < 0,1% |

Структура на населението според вероизповеданието:
| Религия       | Брой | Дял   |
| ------------- | ---- | ----- |
| православни   | 4372 | 81,7% |
| мюсюлмани     | 961  | 18,0% |
| римо-католици | 6    | 0,1%  |
| петдесятници  | 5    | 0,1%  |
| баптисти      | 5    | 0,1%  |

Ново преброяване на населението през 2011 сочи, че в Бъняса живеят 3538 румънци (70,52%), 1145 турци (22,82%), 332 роми (6,61%) и 2 други.